# 镇海雷祠
镇海雷祠，位于中国广东省湛江市雷州市附城镇龙头村，为湛江市雷州市的一个市级文物保护单位，类型为古建筑，公布时间为1994年9月13日。
镇海雷祠的历史年代为宋代。